# Hitrole
Hitrole RWS e Hitrole Light sono sistemi d'arma a controllo remoto sviluppati e prodotti dalla Oto Melara del gruppo Leonardo, già Finmeccanica.

## Descrizione
Il sistema è costituito da un affusto sul quale sono integrate l'arma e l'ottica; il sistema di Comando e Controllo è costituito da un monitor e da due cloches e da una Unità Logica di Controllo "ULC". La torretta può essere equipaggiata con una varietà di armi automatiche leggere con una mitragliatrice FN da 12.7 mm, una mitragliatrice MG3 A1 calibro 7,62 mm e lanciagranate automatico da 40 mm MK 19.
L'Esercito Italiano ha ordinato nel 2009 81 torrette "Hitrole" per equipaggiare i suoi Lince impegnati in Afghanistan.
Il peso della torretta della versione HITROLE®RWS oscilla, secondo il sistema d'arma, da 150 chilogrammi (330 lb) con mitragliatrice da 7,62 mm a 210 chilogrammi (460 lb) con mitragliatrice da 12,7 mm o con lanciagranate automatico da 40 mm MK 19. Le azioni di rilevamento e di monitoraggio e il controllo remoto del fuoco vengono eseguiti da un sistema di rilevamento modulare che comprende una telecamera TV ad alte prestazioni, telecamera a infrarosso per la visione notturna e telemetro laser. Il sistema controllo del fuoco è assistito da un Computer Fire Control (FCC) con calcolo balistico e cinematico e un tracciatore automatico, basato sulla tecnologia Digital Signal Processing. Il sistema è dotato di stabilizzatore giroscopico.
La versione navale, denominata HITROLE®-N, armata di mitragliatrice da 12,7 mm, per il peso ridotto e l'elevato livello di flessibilità è particolarmente adatta per l'installazione come principale armamento dei piccoli pattugliatori marittimi impegnati nel controllo delle frontiere, nell'interdizione del traffico marittimo, quali i pattugliatori della classe Buratti della Guardia di Finanza o come armamento secondario sulle navi più grandi. La torretta HITROLE® da 12,7 mm può anche essere collegata ad altri sensori elettro-ottici a bordo della nave e può essere fornita anche un'interfaccia funzionale al sistema di gestione del combattimento della nave.
La recente versione dei nuovi sistemi navali di piccolo calibro a controllo remoto Lionfish si compone di quattro modelli: Ultralight, Inner Reloading, Top di calibro di 12.7 mm e modello 20 di calibro 20 mm.
La versione navale denominata HITROLE®-G, può essere dotata di una vasta gamma di armi che vanno da 12,7 mm, come la versione HITROLE®-N, oppure da una mitragliatrice da 7,62 mm o da una mitragliatrice leggera da 5,56 mm o anche da lanciafumogeni da 40 mm o anche con mitragliatrici a canne rotanti tipo Gatling con armi di calibro 12,7 mm o 7,62 mm, oppure 5,56 mm, che ne fanno un'arma di grande flessibilità operativa.

## Versioni
- Hitrole-N
- Hitrole-L
- Hitrole-NT (dal 2008[7])
- Hitrole-G (dal 2012[8])
- Hitrole-20 (dal 2014)
- Lionfish (dal 2020)

## Operatori
Emirati Arabi Uniti

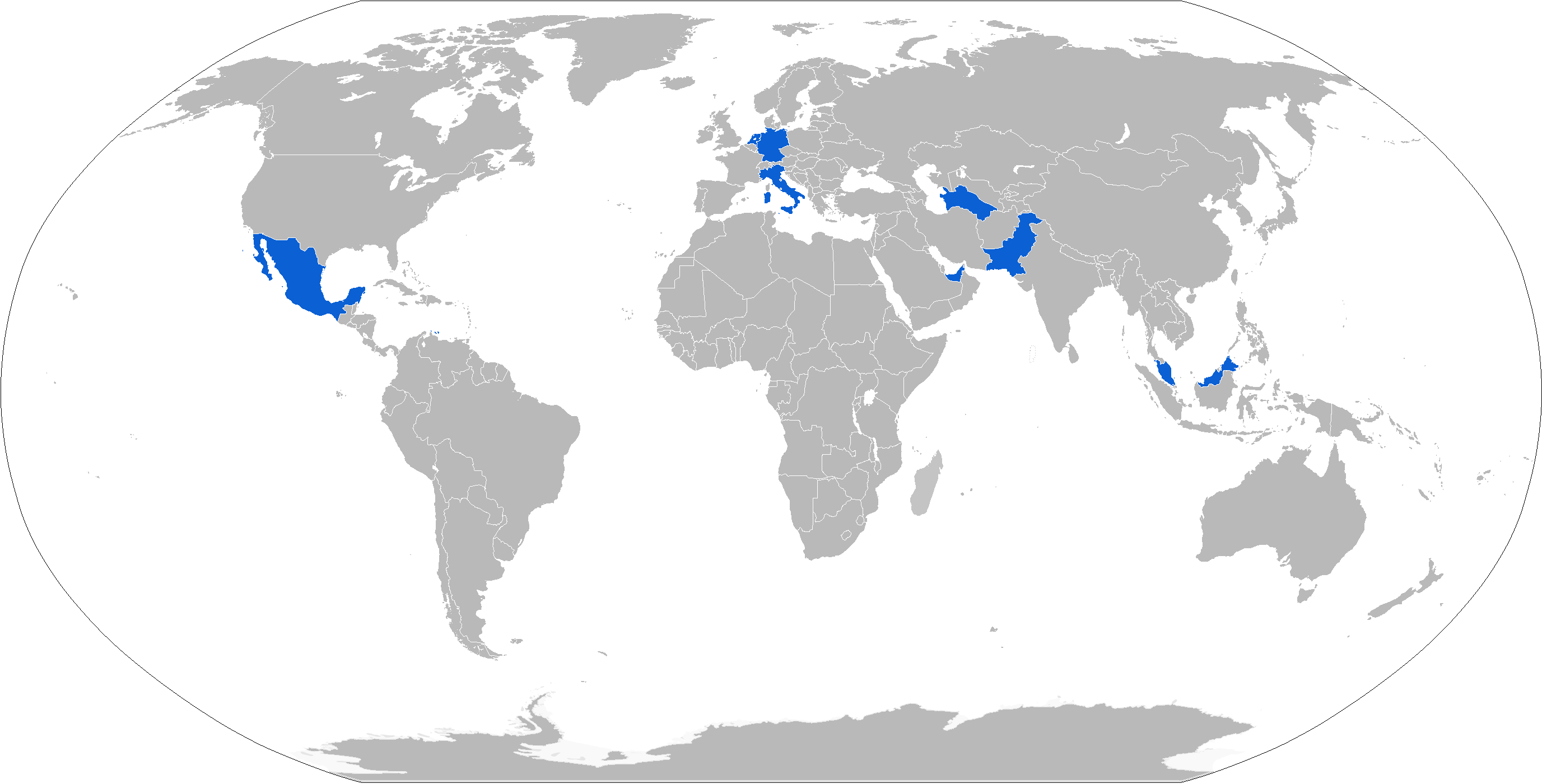
Mappa con i paesi le cui forze armate hanno in dotazione la torretta Hitrole

- Classe Falaj 2 Al-Bahriyya al-Imārātiyya pattugliatori (4 Htrole-G)
- Classe Ghannatha Al-Bahriyya al-Imārātiyya pattugliatori (24 Htrole-G)[9]

 Germania
- Classe F-125 Deutsche Marine fregate (21 Hitrole-NT)

 Italia
- Classe Corrubia Guardia di Finanza pattugliatori (13 Hitrole-N)
- Puma (trasporto truppe) Esercito Italiano Veicolo trasporto truppe (19 Hitrole)
- Iveco VTLM Lince Esercito Italiano (100 Hitrole L)
- Iveco VTMM Orso Esercito Italiano (40 Hitrole L)

 Malaysia
- Classe MRTP 16 Guardia Costiera della Malaysia pattugliatori (18 x Hitrole-N)[10][11]

 Messico
- Classe Oaxaca Armada de México pattugliatori OPV (8 Hitrole-N)
- (12 Hitrole-N)[12]

 Paesi Bassi
- Classe Holland (pattugliatore) Koninklijke Marine pattugliatori OPV (2x Hitrole-NT ciascuno)
- HNLMS Karel Doorman Koninklijke Marine (4x Hitrole-NT)

 Pakistan
- (2 Hitrole-N)

 Singapore
- Littoral Mission Vessels Marina militare di Singapore pattugliatori (16 Hitrole-G)[13]
- naval base land defence (10 Hitrole-G)

 Turkmenistan
- (Hitrole-N)